# Myrmeleon (Myrmeleon) homsi
Myrmeleon (Myrmeleon) homsi is een insect uit de familie van de mierenleeuwen (Myrmeleontidae), die tot de orde netvleugeligen (Neuroptera) behoort. 
Myrmeleon (Myrmeleon) homsi is voor het eerst wetenschappelijk beschreven door Navás in 1913.